# ウィルコム定額プラン
ウィルコム定額プラン（ウィルコムていがくプラン）はソフトバンクのY!mobile部門(旧ウィルコム)・ウィルコム沖縄が提供していた音声通話定額制の料金プランである。
また、同事業者が提供していた新ウィルコム定額プランおよび、特定機種を対象とした「ウィルコムプラン」類を含むその派生プランについても本項で説明する。

## 概要
ウィルコム定額プランは、ソフトバンク株式会社のY!mobileブランド（当時は株式会社ウィルコム）のPHSあての通話料金が無料となる料金プランである。なお、無料となる条件がある。
その後、パケット上限制を付加した新ウィルコム定額プラン。そして新ウィルコム定額プランの廉価版である新ウィルコム定額プランSが提供された。
以降、区別のために以下の表記を使用する。
- ウィルコム定額プランを「旧プラン」
- 新ウィルコム定額プランを「新プラン」
- 新ウィルコム定額プランSを「新プランS」

なお、2018年3月31日にソフトバンク・ウィルコム沖縄でPHSサービスの新規契約受付を終了した。

## 共通項目
以下の節では、旧プラン・新プラン・新プランSに共通する部分を解説する。価格表示は税別。
- 契約期間は1年(新プランSは、最初は3年契約で、3年経過後は1年契約。最初の3年間は2種類の解除手数料が設定され、実際に解約した場合はその合算額が徴収される)。自動更新。長期割引サービスの適用外。

ただし、長期割引サービスの契約期間に算入される。

### 通話
- 1通話あたり2時間45分以内のPHSあて通話は無料。通話回数の制限はなし。

超過分は、契約料金プラン所定の通話相手先に応じた通話料が課金される。
2時間45分経過前に、いったん通話を切ってかけ直した場合には、通話時間の合計が長くなっても無料。
1回の通話当り16時間以上の通話は切断することがあるとされている。

### メール
- ライトメール(ウィルコム・ワイモバイルの対応端末相互間のショートメッセージサービス)またはPHS同士のSMS（一方が非対応の場合は、ライトメールとして処理）は無料。
- Eメール送受信にかかるパケット料金は、キャリアメールのアカウント（foo@bar.pdx.ne.jp, foo@willcom.com, foo@y-mobile.ne.jp）を使い、音声端末単体でAIR-EDGE PHONEセンターを経由して送受信したものに限り、メールの送受信先に関わらず無料。

詳細はメール定額制を参照。

### パケット通信
WEBサイト閲覧やテザリング、Eメール(無料対象外の部分に限る)については、パケット通信量に応じて従量課金がなされる。
- 契約解除手数料
  - 契約満了日の翌料金月以外における期間の解約・年間契約対象外の料金プランへの変更時に発生。

契約から1年以内の解約等は4,000円、それ以降の解約等は2,000円。
2013年6月20日以降は、契約満了日付での解約は年間契約解除手数料の対象となった。

## ウィルコム定額プラン
- 2005年5月1日開始
  - 基本料金2,762円。
  - パケット料金の上限額なし。パケット単価0.02円/1pkt。

実際には「パケット安心サービス」の自動適用により、請求上限は21,000円である。
オプション「リアルインターネットプラス」や「データ定額」の付加によりパケット定額制とすることもできる。
- - 他社あて通話料
    - 他社PHSや一般加入電話やIP電話あては10円/30秒。

ウィルコムPHSあての時間超過分も同額。
- -     - 携帯電話あては12.5円/30秒。

2006年10月20日に他社PHSあて通話料がウィルコムあての通話料と同額となった。
なお、この時点での他社PHSは、
- - 東北インテリジェント通信（旧・アステル東北。2006年12月20日事業終了）
  - NTTドコモPHS（旧・NTTパーソナル。2008年1月7日事業終了）

の2社が存在した。

## 新ウィルコム定額プラン
派生プランである新ウィルコム定額プランSについても本項にて説明する。
旧プランでは別途オプションだったパケット定額制に変えて、パケット上限制が組み込まれた。
パケットの単価はプランにより異なる。

### 新ウィルコム定額プラン
- 2009年2月5日開始
  - 基本料金2,762円。
  - パケット料金の上限額2,667円。パケット単価0.08円/1pkt。
  - 他社あて通話料
    - 一般加入電話やIP電話あては10円/30秒。

PHSあての時間超過分も同額。
- -     - 携帯電話あては12.5円/30秒。

### 新ウィルコム定額プランS
- 2009年12月1日開始
  - 基本料金1,381円。パケット料金の上限額2,667円。パケット単価0.1円/1pkt。
  - 他社あて通話料は一律20円/30秒。

PHSあての時間超過分も同額。
- - 契約日から3年以内の解約・指定の料金プラン以外への変更の際、上記の解約金以外に別途5,500円の解除手数料が発生する。

当初は契約対象者・適用期間限定のプランだった。
適用期間は契約日から3年間で、期間満了後は新プランに移行する条件となっていた。
その後、3年の期間満了後も引き続き新プランSでの継続ができるようになり、最終的には年齢制限や申込期限が無くなり、個人契約なら誰でも加入できる通常の料金コースになった。ちなみに、3年経過後は、1年ごとの更新となる（ほぼ同様のプランである、Y!mobileのケータイプランは、最初の3年経過後も3年更新で固定されている点が異なる）。

#### 契約対象者等の拡大
当初は中学生・高校生契約者限定のプランとして誕生した。
1991年4月2日～1997年4月1日生まれが対象。
受付期間は開始日より2010年3月31日まで。新規・機種変更時にのみ適用可能。
適用期間は契約日から3年間。期間経過後は新プランへ移行されるという条件だった。
- 2010年2月10日受付分以降の変更点

同日から10月31日までの申込分に対して適用。なお、当初は5月31日までだったが、期間延長された。
対象者が申込日時点で22歳以下であるか、それ以上の年齢であっても「規定された学生証」を呈示出来る学生に拡大された。
2010年2月9日以前の契約者も含み、契約から3年経過後も継続して新プランSが利用出来ることになった。これらの点を除き、当初の設定通りの条件で提供される。
- 2010年3月26日実施のキャンペーンによる対象者拡大

次のいずれかの条件を満たせば、年齢制限はなし。
- - 2008年5月以前より2年以上利用しているユーザ。
  - キャンペーン終了期日までに利用期間が2年を経過する見込みとなるユーザ。

同日から10月31日までの申込分に対して適用。ただし申込みの翌月からのプラン変更となる。なお、当初は5月31日までだったが、期間延長された。
2010年7月1日実施のキャンペーンによる対象者拡大により、特定機種購入者(新規・機種変更)は、年齢制限等に関係なく加入ができるようになった。
2010年12月1日に内容改訂を行い、これまで設けられていた年齢制限や申込期限が無くなり、誰でも加入できる通常の料金コースになった。

## オプション

### 旧プラン・新プラン共通

#### ファミリーパック
複数の旧プラン・新プランを同一名義にて一括支払にすること（ウィルコムでは「請求統合」と称する）による割引サービス。通常は2,900円の月額料金が、2回線契約の場合はすべての回線の料金が2,548円に、3回線以上契約している場合はすべての回線の料金が2,200円になる。個人の場合、最大で6回線まで契約できる。
2013年6月以降に新規契約した場合、当割引の適用外となるAIR-EDGE向けコース、新ウィルコム定額プランS/G/GS、新つなぎ放題での契約回線が請求統合されたグループに含まれている場合でもファミリーパックの回線にもカウントされない。ただし、2013年5月以前に加入している場合はファミリーパックの回線にカウントされる。
2014年7月31日をもって、店頭での受付（新規契約・機種変更）を終了。

#### ハートフルサポート
旧プラン・新プランとも1台月額2,200円になる。
適用対象者は、妊娠中の者、小学生以下の子供がいる者、「身体障がい者手帳」「療育手帳」「精神障がい者保健福祉手帳（障がい者手帳）」のいずれかの交付を受けている者、社会福祉事業者・公的医療機関・医療法人に勤務する職員。
2014年7月31日をもって、店頭での受付（新規契約・機種変更）を終了。

### 旧プラン向け
2010年12月31日を以て店頭での受付が終了し、新規契約や機種変更を伴わないプラン変更も2011年2月28日を以て受付を終了している。現在の利用者は継続利用できる。

#### リアルインターネットプラス
月額2,100円のオプションで、電話機でのインターネットやパソコンに接続しての2xパケット通信が使い放題になる。2xパケット通信非対応の電話機では1xパケット通信での利用となる。

#### データ定額
データ定額を参照。

#### 通話パック
- 当初の名称は「070以外もお得な通話パック」だった。
- 月額料は税別1,000円
- 無料通話分は1,200円分。ただし、2013年6月利用分から2,000円分となった。
- 2007年6月利用分から分け合い可能。

対象は、請求統合グループ内のパック利用者同士である。
また、新通話パック利用者も、2013年6月利用分から対象に追加された。
- 2007年3月利用分から2013年5月利用分までは、余った無料通話分の無期限繰り越しが可能だった。上限は6,000円分。
- 新通話パックと異なり、無料通話分はパケット通信料としての利用も可能。

ただし、「データ定額」を契約している場合を除く。

### 新プラン・新プランS向け
- 標準でパケット上限制が適用されるので、パケット関連のオプションは存在しない。
- 「新通話パック」と「だれとでも定額」は併用できない。

#### 新通話パック
- 月額料は税別1,000円。日割り契約も可能。

無料通話分は2,000円（税別・国際電話は非課税）。割引の優先順位は国内通話より。
- 無料通話分は分け合い可能。ただし一部例外あり。対象は、請求統合グループ内のパック利用者同士である。

また、旧プランの通話パック利用者も、2013年6月利用分から対象に追加された。
- 余った無料通話分の翌月への繰り越しは不可。
- パケット通信料への充当は不可。

本プランは「プランD」「プランW」「新ウィルコム定額プランGS/G」でも契約可能である。

#### だれとでも定額
- 月額料は税込1008円。日割り契約も可能。

定額料の支払いで、通話先がY!mobile（旧ウィルコム）PHS以外の国内あて「1回あたり10分以内、月500回以内」の通話が無料となるオプションサービス。一部地域での試験サービス後、2010年12月3日から開始。
- ナビダイヤル宛ての通話、国際電話、1回あたり10分を超える通話の超過部分、および料金月内でも501回目以降の通話については、各料金コース所定の通話相手先に応じた通話料の対象となる。
- 通話先は携帯・一般加入電話・IP電話を問わない。ただし、一部対象外の通話先が指定されている。

一例としては、国際電話のプリペイドカード通話サービスの中継接続として使うアクセスポイントがある。
ブラステル・コスモブリッジなどの国際電話サービスはだれとでも定額を使われると減収につながるので、だれとでも定額の対象外にするように申し立てをしたためである。telinkについてはフリーダイヤルの国際電話サービスを行っておらず、フリーレスのみのサービスのため、減収にはつながらないという観点からだれとでも定額の対象となっている。
本プランは、「新ウィルコム定額プラン」「新ウィルコム定額プランS」「プランD」「プランW」「新ウィルコム定額プランGS/G」「ウィルコムプランD+/Lite」「パス専用プラン」のほか、Y!mobileの「ケータイプラン」でも契約可能である。ただし、「HYBRID W-ZERO3」以外のW-SIM対応通信機器は、2010年12月10日から2011年2月28日までの期間のみ申込みを受け付けていた。

なお、イー・アクセスに吸収合併される前の時点で、同社の携帯電話ユーザ向けにも同等のサービスが提供されることになり、EMOBILE 4G-Sユーザには「だれとでも定額 for EM-S」が、従来からのイー・アクセスの回線を用いるユーザ向けには、すでに類似サービスとして提供されていた「通話定額オプション」を「だれとでも定額 for EM」に変更する形となった。
また、Y!mobileブランド開始後に提供開始となった、スマートフォン向けの基本料金プランである、「スマホプランS/M/L」には、10分以内の通話が月300回まで無料という、本サービスに類似した内容がパッケージされる形となっている(ただし、ホワイトプランのような、同一会社の携帯電話間(タイプ3であれば、「ウィルコム定額プラン」シリーズの特長でもあるPHS回線間)の無制限無料などが対象外とされた)。

#### スーパーだれとでも定額
- 月額料は税込1620円。日割り契約は新規契約と同時でない場合は不可。

定額料の支払いで、通話先がY!mobile（旧ウィルコム）PHS以外の国内あての通話が無料となるオプションサービス。イー・アクセス時代の2014年6月1日から開始。
- 通話先は、ナビダイヤル宛て、国際電話などを除き、携帯・一般加入電話・IP電話を問わない。ただし、一部対象外の通話先が指定されている。

一例としては、国際電話のプリペイドカード通話サービスの中継接続として使うアクセスポイントがある。
ブラステル・コスモブリッジなどの国際電話サービスはだれとでも定額を使われると減収につながるので、だれとでも定額の対象外にするように申し立てをしたためである。telinkについてはフリーダイヤルの国際電話サービスを行っておらず、フリーレスのみのサービスのため、減収にはつながらないという観点からだれとでも定額の対象となっている。
- PHSのブラウザ及びテザリング対応端末での他の機器からのパケット通信は、スーパー誰とでも定額に加入している場合は、無料となる。なお、デュアルモードで3G回線が利用可能な端末の場合、3G接続はこの対象外となる。

本プランは、「新ウィルコム定額プラン」「新ウィルコム定額プランS」「プランW」「新ウィルコム定額プランGS」「パス専用プラン」のほか、Y!mobileの「ケータイプラン」でも契約可能である。
なお Y!mobileブランドのスマートフォンやいわゆるガラホで契約可能なスーパーだれとでも定額(スマホプランS/M/L及びケータイプランSSのオプションとして付加するもの)とは、オプション料金や内容が一部異なる。

## その他の派生プラン
特定の端末向けに設定された専用の料金プランである。
料金プランで対象に指定された端末以外での契約は不可。
料金は税別表示。

### 新ウィルコム定額プランG
2010年1月28日に開始された、WILLCOM CORE 3G（NTTドコモのFOMAハイスピード網）とのデュアル契約のためのプラン。契約には指定された端末が必要で、当プラン指定端末を利用する場合は他のプランの契約が出来ない。
2010年9月30日を以って新規受付終了。
2012年4月1日以降、3G回線をつかう部分についてはウィルコム（当時）とNTTドコモとの契約の終了に伴い、インターネットイニシアティブに承継された。ただし、カスタマーサポートは引き続きウィルコムが行う。2017年11月30日を以て、サービス終了となり、PHS部分も強制解約とされる予定。
- 基本料は1,381円。
- パケット単価は、3G通信は0.1円/パケット、PHS通信は0円。
- 当初、パケット代金の上限は、PHSモードが2,800円、3Gモードが5,250円で、各々独立して使い放題という設定で、両方を上限まで利用した場合は、合算額である8,050円となる。ウィルコム以外の通話を考慮しない場合、基本料を含めると9,500円での利用となる。
  - 2010年3月15日より、当プラン利用時のPHSモードのパケット料は無料化された。同年3月1日以降の利用分にさかのぼって無料化される。このため、パケット代金の上限は、PHSモードが0円、3Gモードが5,250円となった。2月28日までは、PHSの単価も0.1円/パケット。
- pdx.ne.jpドメインまたはwillcom.comドメインのプッシュメールの送受信は、PHSパケットではパケット数としてカウントされないが、3Gパケットでは課金対象となっていた。ただし、2010年3月15日以降は、PHSパケットでのみしか送受信できなくなっている。
- 携帯電話・一般電話向けの通話料は、20円/30秒。
- 3Gパケット料の請求のみ、1ヶ月遅れて請求される。
- 通常の「新ウィルコム定額プラン」同様、新規契約期間からの年数に応じた年間契約の解除料に加え、プラン契約日から3年以内に解約または「新ウィルコム定額プランS」を除く他プランに変更した場合は、5,000円が別途課される。解除料は、新規契約から1年以内は4,000円、以降は2,000円。ただし、W-VALUE SELECT適用期間は免除。
- 請求明細上は、基本料金・PHS利用部分の料金が同一である「新ウィルコム定額プランS」の表示となる。
- 他のプランでは、通常、新規契約日が11日～末日の場合は、他回線との請求統合がない限りは請求が15日締となるが、本プランは、契約日にかかわらず末日締めとなり、15日締の契約者がWS027SH等に機種変更したことに伴って、本プランに切り換えた場合は、変更日より末日締に変更される。これにより、変更初月はユニバーサルサービス料を含め1.5ヶ月分の請求となる形で調整される。これは、末日締の回線と15日締の回線を請求統合した場合にも同様の現象が生じる。
  - なお、すべて15日締めの請求統合回線のうちの1つを本プランに変更した場合、あるいは、既に15日締めの請求統合がなされているグループに新規で本プランの回線を追加した場合もすべて末日締めに変更される。
- WILLCOM CORE 3Gの番号と本来のPHSの2つの番号があるが、本プランでのユニバーサルサービス料は、1番号分の徴収となる。ウィルコム側でどのように処理されているのかは不明。
- 3Gでのパケット利用分については、ポイントサービスの付加対象外であり、なおかつW-VALUE割引の対象からも外れる。
- 対応端末であっても、買い増しを含み持ち込み新規・持込機種変更は不可。
- プラン開始当初、高速利用を目的としない場合は、FOMAカードを抜くなどして3G部分を一切利用しないことにより、上述の新ウィルコム定額プランSとほぼ同じ利用方法が可能だった。
  - この点については、上述の2010年3月15日の改訂に伴い、新ウィルコム定額プランS同様の基本料金の支払いであっても、パケット通信は無料という形に変更となった。3Gは従来どおり。
- 上述のだれとでも定額を付加することは可能だが、スーパーだれとでも定額は付加することは出来ない。

### 新ウィルコム定額プランGS
WILLCOM CORE 3Gとのデュアル契約のためのプランである。
- 3G回線としてソフトバンクモバイルのSoftBank 3G・3G ハイスピード網を利用。
- 指定端末は当初はWS027SH S。その後、PHS電話機とスマートフォンのセット製品であるX PLATE × DELL Streakセット、WX01NX × Libero 003Zセット、WX01NX × Vision 007HWセット、SOCIUS × GALAPAGOS 005SHセット、SOCIUS × GALAPAGOS 003SHセットが加わった。また、PORTUSもこのプランで契約できるようになった。

これらの端末は他の料金プランの契約は不可。
買い増しを含む持ち込み新規・持込機種変更は不可。
- 2010年10月8日開始。
- 2017年3月31日1.5GHzの3Gパケット通信部分のサービス終了（対象はPORTUSのみ）

※利用していたソフトバンクの3G ULTRA SPEED回線がネットワーク改編により停波となったため。
- 基本料は1,381円。
- パケット単価は、3G通信は0.1円/1pkt（上限5000円）、PHS通信は0円。
- 携帯電話・一般電話向けの通話料は、20円/30秒
- 本プラン独特の制約事項として、
  - WS027SH Sで契約した場合、直近30日以内に3G回線にて500万パケットのデータ通信があった場合は、通信速度制限が行われる。ただし、PHS回線でのデータ通信については通信速度制限の対象外となる。
  - PHS電話機とスマートフォンのセット製品で契約した場合、スマートフォン側の前々月の月間利用データ量が、1,000万パケットを超えた場合、通信速度制限が行われる。PHS電話機側については通信速度制限の対象外（データ通信対応機種の場合）。

その他、基本的には、新ウィルコム定額プランGと同様だが、通信速度のアップリンクが1.4Mbpsまでとなる。また、同じ型番モデルの端末であってもG対応の個体では契約できないため、GS対応の個体が必要になる。また、Gとは異なり、スーパーだれとでも定額を付加することが可能。ただし、スーパーだれとでも定額を付加しなくとも、PHS回線でのパケット通信は無制限かつ基本料金内の範疇で利用可能。

### ウィルコムプランW(プランW)
3GモバイルWi-Fiルーター機能搭載端末であるWX02S専用料金プラン。
- 2012年4月26日サービス開始～2017年3月31日サービス終了

※利用していたソフトバンクの3G ULTRA SPEED回線がネットワーク改編により停波となったため。
- 基本料3,696円（キャンペーン料金）

2015年9月末時点では終了時期や通常料金は明記されていない。
契約期間3年。自動更新。
- 携帯電話・一般電話向けの通話料は、20円/30秒。
- データ通信
  - 3G通信は指定アクセスポイント使用で無料。

プロバイダー料金も基本料に含む。
- - 前々月の月間利用データ量が、3,000万パケットを超えた場合、通信速度制限が行われる。
  - PHS回線でのデータ通信は通信速度制限の対象外。ただしメールしか利用できない。

### ウィルコムプランD(プランD)
- 2012年6月21日開始
- 基本料は934円。ただし、WEB接続料と3Gパケット定額の加入が必須のため、実質的な月額使用料は6,434円となる。

22歳以下の者または学生がHONEY BEEスマホセットを購入し、本プランに契約した場合、「学割パック」が適用され、本プランの基本使用料が無料となり、WEB接続料と3Gパケット定額の計5,500円で利用可能。
- 指定端末(PHSと3Gのデュアル通信方式に対応したスマートフォン)専用の料金プラン。

指定端末はWX04K。また、WX06KとWX350Kのセット製品であるHONEY BEEスマホセットも対象となる。
これらの端末は他の料金プランの契約は不可。
- 通話料は20円/30秒。PHS回線からのPHSあて通話は無料。
- データ通信
  - 3G通信は指定APN経由の場合は無料。

前々月の月間利用データ量が、1,000万パケットを超えた場合、通信速度制限が行われる。
- PHS回線でのデータ通信は無料。また、通信速度制限の対象外。

端末の仕様上、WX04KではPHS回線のメール並びにデータ通信が利用できない。
- メール
  - MMS/Eメールは無料
  - SMSは3円/1通。自社およびソフトバンクモバイル向けは無料。

### ウィルコムプランD+/Lite
2013年7月18日に開始されたPHSと4G(AXGP)/3Gのデュアル通信方式に対応したスマートフォンのための料金プラン。契約には指定された端末が必要である。
2014年7月31日をもって、新規(純新規・機種変更)申込みの受付を終了。
発表当初は、D+/Lite間のプラン変更について制限があったが、その後解除された。
指定された端末は他の料金プランの契約は不可だった。しかし、2014年8月1日のY!mobile発足に伴い、事実上の後継プランにあたるスマホプランが登場し、スマホプランへのプラン変更も可能となった。ただし、W-VALUE割引を受けていた場合、プラン変更後は受けられなくなる。
- - 基本料は934円。

ただし、本プランではWEB接続料（300円）とパケット定額料（プランにより異なる）も必要になる。
- - 4G(AXGP)/3G回線でのデータ通信については、請求月内に利用データ量がプランごとに定めた量を超過した場合、通信速度の低速化開始の連絡がSMSで行われ、通信速度制限が行われる。

カスタマーセンター等での手続で通常速度に戻せるが、その際に速度制限解除料が課金される。
- - PHSデータ通信については、利用データ量・通信速度制限の対象外となる。ただし、WX04SH、WX05SHのみ対応。
  - PHS回線経由のメールは、WX10Kではライトメールのみ可能。201HWでは端末の仕様上、使用不可。
  - 通話料金体系は、前述のウィルコムプランDに準じる。

2015年9月30日をもって、既存(D+/Lite利用中)顧客によるプラン変更申込みの受付終了がアナウンスされているが、10月1日現在、My Y!mobileでは料金プラン変更の申込み画面でのD+/Lite相互間のプラン変更申込みが可能。
- - なお、スマホプランへの変更ができなくなっている。

#### ウィルコムプランD+
指定端末はWX10K、WX04SH、WX05SH。
パケット定額料は5,700円。加入から2年間はキャンペーン料金で500円引き。
利用データ量7GB超で低速化。速度制限解除料は2,500円/2GB。
いわゆる3日間3GB制限もあり、こちらは直近3日間のデータ通信量累計が3GBを上回った場合に、通知なしで通信速度制限の対象となり、累計が3GBを下回るまで通信速度制限は解除されない。

#### ウィルコムプランLite
指定端末はWX10K、WX04SH、WX05SH、201HW。
パケット定額料は2,839円。加入から6ヶ月間はキャンペーン料金で1,000円引き。
利用データ量1GB超で低速化。速度制限解除料は300円/0.1GB
通信速度制限解除を申し込み、データ量が多くなった場合、ウィルコムプランD+の上限額よりも高額となる。
ちなみに、201HWは、PHSとのデュアルモードではなく、3Gシングル音声端末であるため、Y!mobileのタイプ1契約に変更可能な端末であることから、現在でもスマホプランに変更可能である(ただし、一旦変更した場合は、元のプランに戻す、すなわち旧契約に変更はできない)。